# Dungeon Crawl (игра)
Dungeon Crawl (также известна как просто Crawl или Linley's Dungeon Crawl по имени программиста-разработчика) — свободная и кроссплатформенная компьютерная ролевая игра в жанре roguelike. Хотя первая версия игры была опубликована 1 октября 1997 года, игра дорабатывалась в течение многих последующих лет. Последняя официальная версия — 4.1.0 alpha — была выпущена в июне 2005 года.
Игра была портирована на Nintendo DS под названием DSCrawl.
Существует альтернативный, активно развивающийся вариант игры под названием Dungeon Crawl Stone Soup, созданный другой командой на основе оригинального Dungeon Crawl. В отличие от оригинальной Dungeon Crawl, для Stone Soup существует не только версия с традиционным для roguelike текстовым интерфейсом, но и версия с двухмерным графическим интерфейсом, поддерживающая компьютерную мышь.